# Pitthea trifasciata
Pitthea trifasciata är en fjärilsart som beskrevs av Herman Dewitz 1881. Pitthea trifasciata ingår i släktet Pitthea och familjen mätare. Inga underarter finns listade i Catalogue of Life.